# Roland Gewalt
Roland Gewalt (* 2. April 1958 in Berlin) ist ein ehemaliger deutscher Politiker (CDU).

## Ausbildung und Beruf
Nach dem Abitur 1978 absolvierte Gewalt ein Studium der Rechtswissenschaft an der Freien Universität Berlin, welches er 1987 mit dem ersten und 1990 mit dem zweiten juristischen Staatsexamen beendete. Sein Rechtsreferendariat absolvierte Gewalt im Kammergerichtsbezirk Berlin. Er trat dann in den Dienst der Treuhandanstalt bzw. ab 1994 der Bundesanstalt für vereinigungsbedingte Sonderaufgaben ein, wo er bis 1997 Leiter des Referates für Vermögensrecht war. Anschließend war Gewalt Leiter der Liegenschaftenabteilung einer Wohnungsbaugesellschaft. Er ist eines der Gründungsmitglieder der 2006 gegründeten German European Security Association.

## Partei
Seit 1980 ist Gewalt Mitglied der CDU. Hier engagierte er sich zunächst in der Jungen Union, deren Kreisvorsitzender in Berlin-Reinickendorf er von 1983 bis 1985 war. 1983 bis 2007 gehörte er als Kreisschatzmeister dem Kreisvorstand der CDU Berlin-Reinickendorf an. Von 2000 bis 2011 war er Vorsitzender der CDU-Tegel (Nachfolger Dirk Steffel). Von 2005 bis 2009 war Gewalt zusätzlich Landesschatzmeister der CDU Berlin.

## Abgeordneter
Gewalt war von 1985 bis 1990 Mitglied der Bezirksverordnetenversammlung von Berlin-Reinickendorf, wo er ab 1988 auch Pressesprecher der CDU-Fraktion war.
Von 1990 bis 2002 gehörte er dann dem Abgeordnetenhaus von Berlin an. Hier war er von 1995 bis 1998 stellvertretender Vorsitzender und von 1998 bis 2001 parlamentarischer Geschäftsführer der CDU-Fraktion. Von 1998 bis 2002 war er außerdem deren innenpolitischer Sprecher.
Von 2002 bis 2005 war Gewalt Mitglied des Deutschen Bundestages. Er war über die Landesliste Berlin in den Bundestag eingezogen. Bei der vorgezogenen Neuwahl zum Deutschen Bundestag im Jahr 2005 war er Direktkandidat im Wahlkreis Berlin-Lichtenberg, verfehlte jedoch den Wiedereinzug. 
Am 27. Oktober 2005 rückte Gewalt für den ausgeschiedenen Abgeordneten Ingo Schmitt in das Europäische Parlament nach. Dort gehört er dem Ausschuss für Bürgerliche Freiheiten, Justiz und Inneres und der Delegation für die Beziehungen zu Südafrika an. Bei den Wahlen 2009 verzichtet Gewalt auf eine Wiederaufstellung für eine Wahl und schied aus dem Parlament aus. 
Seit Sommer 2010 lebt er von der Politik zurückgezogen und hat kein Mandat mehr. Er ist weiterhin Mitglied der CDU-Tegel.